# Gái già lắm chiêu 3
Gái già lắm chiêu 3 là phần thứ ba trong vũ trụ điện ảnh Gái già lắm chiêu do Namcito và Bảo Nhân làm đạo diễn, quay vào năm 2019, công chiếu ngày 25 tháng 1 năm 2020 trên các rạp tại VN. Bộ phim có sự tham gia diễn xuất của Ninh Dương Lan Ngọc, NSND Lê Khanh, NSND Hồng Vân, Jun Vũ, Lê Xuân Tiền, Bình An. Phim đạt thành công lớn về mặt doanh thu và nhận được nhiều đánh giá tích cực từ giới phê bình. Phim được phát hành độc quyền tại ứng dụng Galaxy Play.

## Nội dung
Hết phần 2, quan hệ giữa Ms Q (Ninh Dương Lan Ngọc) và Jack (Lê Xuân Tiền) đã tiến triển khá sâu. Khôi Nguyên quyết định kéo Quyên về dự lễ sinh nhật bà nội tại Huế. Huế có vẻ ngoài bình yên nhưng ẩn chứa bên trong là rất nhiều bão tố. Tại đây, Quyên gặp phải sự phản đối của mẹ đẻ Jack là bà Thái Tuyết Mai (Lê Khanh), vốn là một cựu mình tinh màn bạc một thời nay về ở ẩn. Quyên nhận được sự ủng hộ của bà nội Nguyên (Hồng Vân) khi bước chân vào cuộc sống lễ nghi cung đình.
Thái Tuyết Mai (Lê Khanh) là một cựu minh tinh màn bạc từng gây bao sóng gió, thị phi trong quá khứ đã "quy ẩn giang hồ" bất ngờ quay trở lại. Còn Ms Q (Ninh Dương Lan Ngọc) là nữ hoàng thị phi "đang lên" với chương trình chuyên phanh phui bí mật, thị phi, scandal trong showbiz. Hai "gái già lắm chiêu" trực tiếp đối đầu nhau với quan hệ "Mẹ chồng siêu giàu – Nàng dâu siêu chảnh".

## Diễn viên
- Ninh Dương Lan Ngọc vai Quyên, Ms Q
- Lê Khanh vai Thái Tuyết Mai, mẹ Lê Khôi Nguyên
- Hồng Vân vai bà nội Lê Khôi Nguyên
- Lê Xuân Tiền vai Lê Khôi Nguyên
- Jun Vũ vai Khánh My
- Bình An vai Pierre

## Phát hành
Phim được liệt vào thể loại cấm trẻ em dưới 16 tuổi.
Từ ngày 20 tháng 3 năm 2020, Gái già lắm chiêu 3 được công chiếu tại Úc với tên tiếng Anh The Royal Bride

## Nhạc phim
| STT              | Nhan đề                     | Sáng tác         | Thể hiện         | Thời lượng |
| ---------------- | --------------------------- | ---------------- | ---------------- | ---------- |
| 1.               | "Em không thuộc về nơi đây" | Trang            | Khánh Linh       | 4:36       |
| 2.               | "T'OUBLIER"                 | Trang Pháp       | Trang Pháp       | 3:50       |
| 3.               | "Fabulous"                  | Trang Pháp       | Trang Pháp       | 3:04       |
| 4.               | "Anh không sao"             | Trang            | Sỹ Tuệ           | 3:56       |
| Tổng thời lượng: | Tổng thời lượng:            | Tổng thời lượng: | Tổng thời lượng: | 15:26      |

## Giải thưởng
| Năm  | Giải Thưởng        | Hạng Mục                                  | Đề cử               | Kết Quả   |
| ---- | ------------------ | ----------------------------------------- | ------------------- | --------- |
| 2020 | Giải Ngôi Sao Xanh | Phim điện ảnh xuất sắc nhất               | Gái già lắm chiêu 3 | Đoạt giải |
| 2020 | Giải Ngôi Sao Xanh | Đạo diễn xuất sắc nhất                    | Nam Cito & Bảo Nhân | Đề cử     |
| 2020 | Giải Ngôi Sao Xanh | Nữ diễn viên chính điện ảnh xuất sắc nhất | Ninh Dương Lan Ngọc | Đoạt giải |
| 2020 | Giải Ngôi Sao Xanh | Nữ diễn viên được yêu thích nhất          | Ninh Dương Lan Ngọc | Đề cử     |
| 2020 | Giải Ngôi Sao Xanh | Nam diễn viên phụ xuất sắc nhất           | Lê Xuân Tiền        | Đề cử     |
| 2020 | Giải Ngôi Sao Xanh | Nữ diễn viên phụ xuất sắc nhất            | NSND Hồng Vân       | Đoạt giải |
| 2020 | Giải Ngôi Sao Xanh | Nữ diễn viên phụ xuất sắc nhất            | NSND Lê Khanh       | Đề cử     |
| 2020 | Giải Ngôi Sao Xanh | Sáng tạo xuất sắc nhất                    | Hà Đỗ               | Đoạt giải |